# Tettigonia flavomarginatus
Tettigonia flavomarginatus är en insektsart som först beskrevs av Melichar 1902.  Tettigonia flavomarginatus ingår i släktet Tettigonia och familjen dvärgstritar. Inga underarter finns listade i Catalogue of Life.